# Bienvenue dans la NHK
Bienvenue dans la NHK (NHKにようこそ！, NHK ni yōkoso!) est un roman de Tatsuhiko Takimoto, avec des illustrations de Yoshitoshi ABe, publié par Kadokawa Shoten en 2002. Il raconte l'histoire du retour à la vie d'un hikikomori et met en scène des situations préoccupantes de la société japonaise (otakuïsme, hikikomori, lolicon, suicide collectif).
Une adaptation en manga par Kenji Oiwa est publiée entre juin 2004 et juin 2007 par Kadokawa Shoten, puis entre octobre 2008 et novembre 2009 en version française par Soleil Productions.
Une adaptation en anime par le studio Gonzo Digimation est diffusée entre juillet et décembre 2006 sous deux noms différents : NHKにようこそ！ pour Fuji TV et NHOにようこそ！ pour TV Tokyo. TV Tokyo a retouché ses spots montrant les volumes et les exemplaires de Shōnen Ace pour remplacer le K par un O ou le couvrir par autre chose. On pourra supposer que cela a un rapport avec l'impact que cela aurait sur la chaîne NHK, déjà en proie à des difficultés financières et sociales.

## Synopsis
Un jeune homme, Tatsuhiro Satō, sort péniblement de plusieurs années de réclusion auto-infligées : c'est un hikikomori. Il rencontre, après ces années d'isolement, une jeune fille (Misaki Nakahara) très mignonne qui, à sa grande surprise, ne le méprise pas pour son état. Bien au contraire, celle-ci s'intéresse à lui et lui offre son aide par l'intermédiaire d'un projet qu'elle aurait mis au point. Mais Tatsuhiro sent le piège de la NHK, la Nihon Hikikomori Kyōkai (compagnie japonaise des hikikomori), face cachée de la célèbre NHK, et se méfie.
Il découvre également que son voisin de palier – grand otaku – n'est autre qu'un ancien copain de classe, et celui-ci décide de réaliser un galge, un jeu vidéo érotique, avec lui. S'ensuit une plongée mal contrôlée dans le moé, les lolicon ou les suicides collectifs, avec pour seule bouée la présence de Misaki.

## Personnages
Tatsuhiro Satō (佐藤 達広, Satō Tatsuhiro)
Voix : Yutaka Koizumi (小泉　豊, Koizumi Yutaka)
Hikikomori en phase d'ouverture vers le monde, il est aidé par Misaki et un ancien copain d'école.
Misaki Nakahara (中原 岬, Nakahara Misaki)
Voix : Yui Makino (牧野 由依, Makino Yui)
Jeune fille mystérieuse, elle aurait élaboré un "projet" (écrit sur un cahier d'école) pour venir en aide aux hikikomori. Elle trouve en la personne de Satō le sujet idéal, déclarant: "Vous êtes magnifique".
Kaoru Yamazaki (山崎 薫, Yamazaki Kaoru)
Voix : Daisuke Sakaguchi (阪口 大助, Sakaguchi Daisuke)
Voisin de Satō et ancienne connaissance du même lycée que Satō a sauvé d'un passage à tabac, il suit des études de création de jeux vidéo. C'est un otaku.
Hitomi Kashiwa (柏 瞳, Kashiwa Hitomi)
Voix : Sanae Kobayashi (小林 沙苗, Kobayashi Sanae)
Senpai de Satō lors de leurs années au lycée, ils faisaient partie du même club de littérature. « Première fois de Satō », ils ont gardé le contact malgré le renfermement de Satō sur lui-même. Elle a des tendances dépressives, en plus d'avoir une dépendance aux médicaments d'ordonnance.
Megumi Kobayashi (小林 恵, Kobayashi Megumi)
Voix : Risa Hayamizu (早水 リサ, Hayamizu Risa)
Ancienne camarade de classe de Satō, membre de la société de commerce pyramidal "Mouse Road", elle tente de la lui faire rejoindre alors qu'il s'agit d'une vaste escroquerie profitant des faiblesses et de la crédulité des gens.

## Manga
- Auteur : Tatsuhiko Takimoto
- Mangaka : Kenji Oiwa
- Prépublié dans : Shōnen Ace
- Publié par : Kadokawa shoten
- Date de première publication : 24 juin 2004
- Nombre de volumes disponibles au Japon: 8
- Statut : Série finie, publiée en France par Soleil Productions

## Anime
L'adaptation se veut très proche du roman et ne diffère que sur quelques détails.

### Fiche technique
- Nombre d'épisodes : 24
- Date de première diffusion : 9 juillet 2006 sur Chiba TV et TV Saitama (7 autres dans la semaine suivante)
- Réalisateur : Yusuke Yamamoto
- Script : Satoru Nishizono
- Musique : Pearl Brothers
- Character designer : Takahiko Yoshida
- Animation : Gonzo Digimation
- Arrière-plans : Studio Easter

### Musique

#### Génériques
Génériques d'ouverture
1. Puzzle, par ROUND TABLE et Nino, composition de Katsutoshi Kitagawa, parole de Rieko Ito (épisodes 1 à 12)
2. Puzzle -extra hot mix-, par ROUND TABLE et Nino (épisodes 13 à 23)

Génériques de fin
1. Odoru akachan ningen, par Kenji Otsuki (parole et chant) et Fumihiko Kitsutaka (chant, arrangement et composition) (épisodes 1 à 12)
2. Modokashii sekai no ue de, par Yui Makino (épisodes 13 à 24)

#### OST 1:Dark Side ni Youkoso!(2006)
| #  | Titre                           | Artiste       | Durée |
| -- | ------------------------------- | ------------- | ----- |
| 1  | Ashita wa Tabun Overture        | Pearl Kyoudai | 00:33 |
| 2  | Ikasuze! Positive Thinking      | Pearl Kyoudai | 03:16 |
| 3  | Sekai wa Boku wo Naguri ni Kuru | Pearl Kyoudai | 03:13 |
| 4  | Kimi ni Kuzure e ho e           | Pearl Kyoudai | 03:11 |
| 5  | Kyou wa Yuuhi Yarou             | Pearl Kyoudai | 01:47 |
| 6  | Natsu no Nichi ni Youkoso!      | Pearl Kyoudai | 03:58 |
| 7  | Jumbo Camera ni Donto Koi!      | Pearl Kyoudai | 00:29 |
| 8  | Ashita wa Tabun Daijoubu        | Pearl Kyoudai | 02:46 |
| 9  | Shuraba ni Youkoso!             | Pearl Kyoudai | 04:48 |
| 10 | Mushiburo to Nou to Tanin       | Pearl Kyoudai | 02:04 |
| 11 | Dark Side ni Tsuitekite         | Pearl Kyoudai | 04:08 |
| 12 | Youkoso! Hitori Bocchi          | Pearl Kyoudai | 05:24 |
| 13 | Inbou wa Yoake ni Warau         | Pearl Kyoudai | 03:12 |
| 14 | Yoru wa Fuwari Kaze wa Hirari   | Pearl Kyoudai | 03:14 |
| 15 | Daijoubu Call                   | Pearl Kyoudai | 01:01 |

#### OST 2:Sunny Side ni Youkoso!(2006)
| #  | Titre                                      | Artiste                          | Durée |
| -- | ------------------------------------------ | -------------------------------- | ----- |
| 1  | Ana no wa Makkuro ke                       | Pearl Kyoudai                    | 01:46 |
| 2  | Nippon Bikikomori Kyoukai no Theme         | Otsuki Kenji, Kitsutaka Fumihiko | 03:23 |
| 3  | Puzzle -extra hot mix-                     | ROUND TABLE, Nino                | 04:01 |
| 4  | Himitsu no Sen wo Hiku Yatsura             | Pearl Kyoudai                    | 03:13 |
| 5  | Omae to Ore no Enjou Douro                 | Pearl Kyoudai                    | 03:17 |
| 6  | Kimi no Corona ni Tsutsumaretai            | Pearl Kyoudai                    | 04:40 |
| 7  | Gosui ni Tarasu Tsuri Ito                  | Pearl Kyoudai                    | 02:21 |
| 8  | Fushigi Purupuru Pururin Rin!              | Shishido Rumi                    | 04:01 |
| 9  | Suishoutai Haran                           | Pearl Kyoudai                    | 02:17 |
| 10 | Bokura ga Itsumo Kaeru Basho               | Pearl Kyoudai                    | 03:02 |
| 11 | Maken yo Sekai wo Kiri Hirakero            | Pearl Kyoudai                    | 02:47 |
| 12 | DIG Battle DIG                             | Pearl Kyoudai                    | 01:51 |
| 13 | Kumori Nochi, Michinori                    | Pearl Kyoudai                    | 01:37 |
| 14 | Happiness ni Youkoso!                      | Pearl Kyoudai, Shishido Rumi     | 03:39 |
| 15 | Kyuukei wa Ama Sugiru Kotoba               | Pearl Kyoudai                    | 03:53 |
| 16 | Tenshi wa Namida to Tsubasa wo Otosu       | Pearl Kyoudai                    | 03:39 |
| 17 | Hitori no Tame no Lullaby                  | Pearl Kyoudai                    | 02:08 |
| 18 | Kagerou Ressha                             | Pearl Kyoudai                    | 04:14 |
| 19 | Koi wa Houkago no Youni                    | Pearl Kyoudai                    | 01:43 |
| 20 | Owari wo Mitsumeru Shunkan                 | Pearl Kyoudai                    | 02:55 |
| 21 | Moratoriamu ni Youkoso!                    | Pearl Kyoudai                    | 03:09 |
| 22 | Odoru Akachan Ningen                       | Otsuki Kenji, Kitsutaka Fumihiko | 04:06 |
| 23 | Modokashii Sekai no Ue de -piano ver.-     | Makino Yui                       | 02:03 |
| 24 | Fushigi Purupuru Pururin Rin! -Denpa ver.- | Shishido Rumi                    | 02:25 |